# Nguyễn Tường Lâm
Nguyễn Tường Lâm (sinh năm 1984) là một chính khách Việt Nam. Anh hiện là Bí thư Trung ương Đoàn Thanh niên Cộng sản Hồ Chí Minh khóa XII, Chủ tịch Hội Liên hiệp Thanh niên Việt Nam khóa IX, Phó Chủ nhiệm thường trực Ủy ban Quốc gia về Thanh niên Việt Nam.

## Lý lịch và học vấn
Anh Nguyễn Tường Lâm sinh ngày 3 tháng 1 năm 1984, quê quán: xã Trường Yên, huyện Hoa Lư, tỉnh Ninh Bình.
Anh là Đảng viên Đảng Cộng sản Việt Nam
Trình độ chuyên môn: Tiến sĩ xây dựng, cử nhân Luật
Trình độ lý luận chính trị: Cao cấp.

## Sự nghiệp
Từ tháng 9.2001 đến tháng 2.2006: Sinh viên Khoa xây dựng dân dụng và công nghiệp, Trường Đại học Xây dựng Hà Nội.
Từ tháng 9.2006 đến tháng 9.2007: Học Thạc sĩ ngành xây dựng tại trường Đại học Giao thông công chính quốc gia Pháp (ENTPE).
Từ tháng 10.2007 đến tháng 2.2011: Nghiên cứu sinh tiến sĩ ngành xây dựng tại Đại học Grenoble (INPG).
Từ tháng 2.2011 đến tháng 3.2016:
+ Giảng viên bộ môn Công nghệ quản lý xây dựng, Khoa xây dựng dân dụng và công nghiệp; Phó trưởng khoa Đào tạo sau Đại hội, trường Đại học Xây dựng Hà Nội (từ 4.2015 - 3.2016)
+ Bí thư Liên chi đoàn Khoa Xây dựng dân dụng và công nghiệp (từ 5.2012 - 7.2014); Bí thư Đoàn trường Đại học Xây dựng (từ 7.2014 - 3.2016); Uỷ viên Ban Chấp hành Thành Đoàn Hà Nội (từ 1.2015 - 6.2016)
Từ tháng 3.2016 đến tháng 7.2018: Phó trưởng Ban Tuyên giáo Trung ương Đoàn, Uỷ viên Ban Thư ký Trung ương Hội Sinh viên Việt Nam (từ 3.2016 - 7.2018), Uỷ viên Ban Chấp hành Trung ương Đoàn khóa X (12.2026), Uỷ viên Ban Thường vụ Trung ương Đoàn (12.2017).
Từ tháng 7.2019 đến tháng 3.2021: Trưởng Ban Đoàn kết tập hợp thanh niên Trung ương Đoàn, Phó Chủ tịch thường trực Trung ương Hội Liên hiệp Thanh niên Việt Nam.
Từ tháng 3.2021 đến tháng 3.2022: Bí thư Trung ương Đoàn khóa XI, Phó Chủ nhiệm thường trực Ủy ban Quốc gia về thanh niên Việt Nam, kiêm nhiệm Giám đốc Trung tâm Truyền thông Thanh thiếu nhi.
Từ tháng 12.2022  đến tháng 6.2024: Bí thư Trung ương Đoàn khóa XII, Phó Chủ nhiệm thường trực Ủy ban Quốc gia về thanh niên Việt Nam, Phó Chủ tịch Trung ương Hội Liên hiệp Thanh niên Việt Nam.
Ngày 17.12.2024: Hội nghị lần thứ nhất Ủy ban Trung ương Hội Liên hiệp Thanh niên Việt Nam khóa IX hiệp thương cử làm Chủ tịch Trung ương Hội Liên hiệp Thanh niên Việt Nam khóa IX.